# Diva (film 1981)
Diva – francuski film z 1981 roku w reżyserii Jean-Jacques’a Beineix, ekranizacja powieści Daniela Odiera o tym samym tytule. Został czterokrotnie nagrodzony Cezarami (za najlepszy film, zdjęcia, muzykę i soundtrack).

## Obsada
- Frédéric Andréi – Jules
- Roland Bertin – Weinstadt
- Richard Bohringer	– Gorodish
- Gérard Darmon – L’Antillais
- Chantal Deruaz – Nadia
- Jacques Fabbri – Jean Saporta
- Patrick Floersheim – Zatopek
- Thuy An Luu – Alba
- Jean-Jacques Moreau – Krantz
- Dominique Pinon – proboszcz
- Anny Romand – Paula
- Wilhelmenia Fernandez (jako Wilhelmenia Wiggins Fernandez) – Cynthia Hawkins
- Raymond Aquilon
- Eugène Berthier
- Gérard Chaillou
- Andrée Champeaux
- Nathalie Dalyan (wymieniona w czołówce jako Nathalie Dalian)
- Laurence Darpy
- Michel Debrane
- Etienne Draber
- Laure Duthilleul
- Nane Germon
- Gabriel Gobin
- Jim Adhi Limas
- Louise Malapert
- Dimo Mally
- Vaneta Mally
- Alain Marcel
- Isabelle Mergault
- Marthe Moudiki-Moreau
- Jean-Luc Porraz
- Bernard Robin
- Yann Roussel
- Brigitte Lahaie (wymieniona w czołówce jako Brigitte Simonin)
- Jean-Louis Vitrac
- Tania Zabaloieff

## Fabuła
Młody listonosz uwielbia operę; nagrywa śpiew swojej ulubionej diwy. Przypadkowo rejestruje na tej samej kasecie rozmowę, która demaskuje skorumpowanego policjanta.

## Opinie o filmie
- The Best of Video. Poradnik: kino, tv, sat, video, pod red. Witolda Nowakowskiego[1]

Szybka, dynamiczna akcja. Tajemniczy, chwilami wstrząsający dreszczowiec.